# سکلان
سکلان (انگلیسی: Seclin) یا سکلین یک کمون در بخش نور در شمال فرانسه است و بخشی از متروپل اروپایی لیل است.